# Чумак Роман Мусійович
Рома́н Мусі́йович Чума́к (1918 — між 1996 і 2006) — поет і керівний діяч державних видавництв, родом з с. Ксаверівки на Київщині.

## Життєпис
Закінчив Київський університет у 1950 році і аспірантуру при ньому в 1953 році.
По закінченні аспірантури працює на керівних посадах у видавництві «Молодь» і Державному літературному видавництві (теперішня назва «Дніпро»).
З 1954 року головний редактор і директор останнього (1963—1966).

## Творчість
Друкується з 1937 року.

### Поезії
- «Лірика» (1955),
- «Люблю, як співають» (1958),
- «Голуби над калиною» (1960),
- «Троянди на снігу» (1961),
- «Пісня незрадливого лісу» (1963),
- «Закоханими очима» (1964),
- «Краплина чистої любови» (1965).

### Історичні романи
- «Бране Поле» (1969),
- «Великий Луг» (1979).

Крім того, низка збірок для дітей; переклади з російської, білоруської, польської, англійської й інших мов.
Книжки Романа Чумака, видані «Веселкою»
- Знахідка : вірші. — 1960;
- Казка про багача Мину Квача, трьох братів і сестру, трьох сестер і брата
- Ярослава : у віршах. – 1963;
- Казки: за народними мотивами. – 1966;
- Казки про добро і зло: за мотивами народних казок. – 1965, 1969;
- Чому котик утік? : вірші. – 1973.
- Про багача Мину Квача : казки за народними мотивами. – 1978.